# PEC in het seizoen 1948/49
Het seizoen 1948/1949 was het 38e jaar in het bestaan van de Zwolse voetbalclub PEC. De club kwam uit in de Tweede Klasse Oost B en nam ook deel aan het toernooi om de KNVB beker.

## Wedstrijdstatistieken

### Tweede Klasse B
| Labor                                                      |                    |               |                    |
|                                                            | PEC                | 2 – 5 (? – ?) | DVV Labor          |
| 23 januari 1949 Plaats: Zwolle Gemeentelijk Sportpark      |                    |               |                    |
|                                                            | DVV Labor          | 3 – 1 (? – ?) | PEC                |
| 24 oktober 1949 Plaats: Deventer Sportpark Labor           |                    |               |                    |
| Z.A.C.                                                     |                    |               |                    |
|                                                            | PEC                | 1 – 1 (? – ?) | ZAC                |
| 19 december 1948 Plaats: Zwolle Gemeentelijk Sportpark     |                    |               |                    |
|                                                            | ZAC                | 4 – 0 (? – 0) | PEC                |
| 5 september 1948 Plaats: Zwolle Sportpark Veerallee        |                    |               |                    |
| Vitesse                                                    |                    |               |                    |
|                                                            | PEC                | 1 – 1 (0 – 1) | AVC Vitesse        |
| 3 oktober 1948 Plaats: Zwolle Gemeentelijk Sportpark       |                    |               |                    |
|                                                            | AVC Vitesse        | 1 – 1 (1 – 0) | PEC                |
| 12 september 1948 Plaats: Arnhem Monnikenhuize             |                    |               |                    |
| A.Z.C.                                                     |                    |               |                    |
|                                                            | PEC                | 2 – 3 (? – ?) | AZC Zutphen        |
| 31 oktober 1948 Plaats: Zwolle Gemeentelijk Sportpark      |                    |               |                    |
|                                                            | AZC Zutphen        | 2 – 3 (? – ?) | PEC                |
| 30 januari 1949 Plaats: Zutphen Sportpark AZC Zutphen      |                    |               |                    |
| W.V.C.                                                     |                    |               |                    |
|                                                            | PEC                | 3 – 3 (? – ?) | WVC                |
| 13 februari 1949 Plaats: Zwolle Gemeentelijk Sportpark     |                    |               |                    |
|                                                            | WVC                | 4 – 5 (? – ?) | PEC                |
| 7 november 1948 Plaats: Winterswijk Sportpark De Morgenzon |                    |               |                    |
| Robur et Velocitas                                         |                    |               |                    |
|                                                            | PEC                | 5 – 2 (? – ?) | Robur et Velocitas |
| 14 mei 1949 Plaats: Zwolle Gemeentelijk Sportpark          |                    |               |                    |
|                                                            | Robur et Velocitas | 3 – 3 (? – ?) | PEC                |
| 14 november 1948 Plaats: Apeldoorn Sportpark Kerschoten    |                    |               |                    |
| Sallandia                                                  |                    |               |                    |
|                                                            | PEC                | 4 – 1 (? – ?) | DVV Sallandia      |
| 28 november 1948 Plaats: Zwolle Gemeentelijk Sportpark     |                    |               |                    |
|                                                            | DVV Sallandia      | 1 – 1 (? – ?) | PEC                |
| 27 februari 1949 Plaats: Deventer Sportpark Sallandia      |                    |               |                    |
| Doetinchem                                                 |                    |               |                    |
|                                                            | PEC                | 2 – 0 (? – 0) | VV Doetinchem      |
| 17 oktober 1948 Plaats: Zwolle Gemeentelijk Sportpark      |                    |               |                    |
|                                                            | VV Doetinchem      | 1 – 3 (? – ?) | PEC                |
| 16 januari 1949 Plaats: Doetinchem Sportpark De Bezelhorst |                    |               |                    |
| Zutphania                                                  |                    |               |                    |
|                                                            | PEC                | 1 – 0 (? – 0) | ZVV Zutphania      |
| 9 januari 1949 Plaats: Zwolle Gemeentelijk Sportpark       |                    |               |                    |
|                                                            | ZVV Zutphania      | 1 – 4 (? – ?) | PEC                |
| 10 oktober 1948 Plaats: Zutphen Sportpark Park van Eme     |                    |               |                    |

### KNVB beker
| Groep E                                             | P.E.C.                                | 1 – 0 (? – ?)                     | VV KHC    |
| 20 maart 1949 Plaats: Zwolle Gemeentelijk Sportpark |                                       |                                   |           |
| Groep E                                             | VV Wijhe                              | 1 – 4 (? – ?)                     | P.E.C.    |
| 27 maart 1949 Plaats: Wijhe Gemeentelijk Sportpark  |                                       |                                   |           |
| Groep E                                             | P.E.C.                                | 4 – 1 (? – ?)                     | VV Heerde |
| 3 april 1949 Plaats: Zwolle Gemeentelijk Sportpark  |                                       |                                   |           |
| Groep E                                             | SV Epe                                | 2 – 2 (? – ?)                     | P.E.C.    |
| 18 april 1949 Plaats: Epe Spoorlaan                 |                                       |                                   |           |
| 1e ronde                                            | Ede                                   | 1 – 3 (? – ?)                     | P.E.C.    |
| 1 mei 1949 Plaats: Ede Sportpark Ede                |                                       |                                   |           |
| 2e ronde                                            | VV Oost-Arnhemse Boys                 | 0 – 0                             | P.E.C.    |
| 8 mei 1949 Plaats: Arnhem Sportpark O.A.B.          |                                       | P.E.C. door als uitspelende ploeg |           |
| 3e ronde                                            | Enschedese Boys                       | 3 – 0 (2 – 0)                     | P.E.C.    |
| 22 mei 1949 Plaats: Enschede G.J. van Heekpark      | v.d.Weide Edy Groothuis Theo Koenders |                                   |           |

## Statistieken PEC 1948/1949

### Eindstand PEC in de Nederlandse Tweede Klasse 1948 / 1949
| Stand | Gespeeld | Gewonnen | Gelijk | Verloren | Punten | Doelpunten voor | Doelpunten tegen |
| ----- | -------- | -------- | ------ | -------- | ------ | --------------- | ---------------- |
| 4e    | 18       | 8        | 6      | 4        | 22     | 42              | 36               |

### Punten per tegenstander
|       | Labor | Z.A.C. | Vitesse | A.Z.C. | W.V.C. | Robur et Velocitas | Sallandia | Doetinchem | Zutphania |
| ----- | ----- | ------ | ------- | ------ | ------ | ------------------ | --------- | ---------- | --------- |
| Thuis | 0     | 1      | 1       | 0      | 1      | 2                  | 2         | 2          | 2         |
| Uit   | 0     | 0      | 1       | 2      | 2      | 1                  | 1         | 2          | 2         |

### Doelpunten per tegenstander
|       | Labor | Z.A.C. | Vitesse | A.Z.C. | W.V.C. | Robur et Velocitas | Sallandia | Doetinchem | Zutphania | Totaal |
| ----- | ----- | ------ | ------- | ------ | ------ | ------------------ | --------- | ---------- | --------- | ------ |
| Thuis | 2     | 1      | 1       | 2      | 3      | 5                  | 4         | 2          | 1         | 21     |
| Uit   | 1     | 0      | 1       | 3      | 5      | 3                  | 1         | 3          | 4         | 21     |
|       |       |        |         |        |        |                    |           |            |           | 42     |